# سلیم‌های سرسیاه
سلیم‌های سرسیاه (نام علمی: Thinornis)، یک سرده از سلیم‌ها است که از دو گونه موجود و در معرض تهدید تشکیل شده‌است. گاهی آن را مترادف سلیم‌های طوق‌دار در نظر می‌گیرند.
- سلیم سرسیاه یا سلیم کلاهدار (Thinornis cucullatus)
- سلیم کرانه‌ای (Tinornis novaeseelandiae)